# Brusciano
Brusciano è un comune italiano di 15 995 abitanti della città metropolitana di Napoli in Campania.

## Geografia fisica

### Territorio
Situato nell'entroterra nord-orientale di Napoli, a circa 15 chilometri dal centro della città, il comune si è sviluppato lungo la via Nazionale delle Puglie nel tratto di conurbazione che collega la zona orientale del capoluogo a Pomigliano d'Arco e il nolano. Parte integrante dell'area metropolitana del capoluogo, il suo territorio pianeggiante sorge nella vasta pianura a nord del Vesuvio ed è attraversato dai Regi Lagni.
Vanta una particolare origine geologica: ceneri, lapilli e banchi tufacei risultanti dall'attività vulcanica del Vesuvio hanno costituito il substrato su cui si è formato il suolo locale. Lo strato superficiale si presenta con una profondità variabile nell'ordine di alcuni metri, con una particolare composizione di elementi sabbio-argillosi e vulcanici frammisti a ceneri, lapilli e pomici.

## Origini del nome
Il toponimo Brusciano è dibattuto: potrebbe dipendere da un nome personale latino Brussius, con il comune suffisso -ānus che indica proprietà fondiaria; c'è chi ha proposto un personale latino Prosius, ma è un'ipotesi meno plausibile; una derivazione da Brutianus in cui si legge che il posto «nelle carte angioine è chiamato casale Bissani e gli scrittori dell'800 Bisciano lo appellano», già proposta a cavallo del XVIII e del XIX secolo è ancora meno probabile ed è possibile una confusione con Visciano.

## Storia

### Epoca antica e medievale
Il territorio di Brusciano vanta delle origini antichissime: autori greci e latini narrando avvenimenti che vedevano come protagonista l'antica città di Nola, hanno evidenziato come i territori nord orientali dell'entroterra compresi tra l'antica Neapolis e la stessa Nola, avessero una notevole importanza strategica.
Quando infatti cominciarono a fiorire gli insediamenti lungo la fascia costiera, in special modo nelle zone adiacenti di Cuma, si venne a creare una situazione per cui le genti che popolavano quei lembi di territorio tendevano a spingersi verso le zone interne. Proprio in questo periodo sorse il primo abitato bruscianese, all'epoca un piccolo villaggio rurale, scomparso durante le invasioni barbariche e poi ricostruito.
Fu proprio tale espansione a determinare una situazione di tensione con gli Etruschi, i cui insediamenti si estendevano dalla piana del Sele sino ad arrivare ai centri maggiori di Nuceria, Capua, Nola. Nell'agro nolano non lontano da Brusciano, infatti si ritrovano evidenti tracce della civiltà etrusca e di quella sannitica che ebbe il suo periodo di massimo splendore tra il 439 ed il 421 a.C.
In ogni caso non si hanno notizie certe su Brusciano più antiche del XIV secolo quando in Rationes decimarum Italiae si trova scritto "de Buissano" (lezione da correggere).
Il periodo di massima floridezza economica pare si ebbe durante il Medioevo quando Brusciano fu feudo della famiglia normanna dei Costanza. In questo periodo si sviluppò l'intero insediamento prossimo alla Chiesa della Pietà.
Il borgo risentì notevolmente dei duri scontri tra Angioini e Aragonesi per il possesso dei territori e Brusciano seguì le sorti della vicina Marigliano.

### Epoca moderna e contemporanea
Tra Settecento ed Ottocento, Brusciano fece parte del circondario di Marigliano a cui faceva capo il Distretto di Nola, secondo la legge 132 del 1806 del Regno di Napoli durante il dominio francese, in Terra di Lavoro.
Nel 1860 si susseguirono diverse manifestazioni spontanee di sostegno a Francesco II di Borbone e, durante il plebiscito per l'annessione al Regno d'Italia, dei 494 aventi diritto al voto per il Plebiscito Unitario, solamente un terzo si presentò alle urne.
Oggi Brusciano, come molti comuni della città metropolitana, pur mantenendo le sue tradizioni e caratteristiche rurali, ha registrato negli anni dello sviluppo industriale di Pomigliano d'Arco e nell'era post sismica del 1980 una forte crescita edilizia popolare e privata, che ne hanno cambiato pian piano la fisionomia originaria di piccolo centro agricolo: ciò ha contribuito alla nascita di molte attività commerciali, assi viari e nuove zone residenziali.

### Simboli
Lo stemma e il gonfalone sono stati concessi con decreto del presidente della Repubblica del 17 maggio 1986.
Il gonfalone è un drappo di bianco.

## Monumenti e luoghi d'interesse
Ci sono due zone di interesse archeologico: una nei pressi di via Bellini, l'altra a via Quattromani. È principalmente in quest'ultima area che troviamo più reperti archeologici che, ad oggi, sono in possesso della Soprintendenza per i Beni archeologici di Napoli.
Il toponimo Quattromani è di origine latina, quattuor Manes, e deriva dalla presenza di quattro famiglie. I Mani, anime degli antenati che venivano venerate, indicavano per analogia anche i capostipiti di famiglie dello stesso ceppo. Le loro tombe, in cassa di tufo, risalgono al IV secolo a.C. e si sono ben conservate grazie al materiale vulcanico su cui sono poste.
Tuttavia queste zone di interesse artistico non sono state opportunamente valorizzate, anzi la maggior parte dei reperti sono stati rinvenuti casualmente durante lavori stradali o di edificazione di abitazioni.

### Borgo Casaromano
Il centro storico di Brusciano (noto in dialetto locale col nome di "Casarummano") conserva il suo antico impianto risalente al Basso Medioevo, caratterizzato da tre arterie principali e da numerosi vicoletti. Vi si può accedere in due punti differenti: da Piazza Guido De Ruggiero, da cui si snoda Via Roma, oppure dall'incrocio tra Via San Francesco e Via Camillo Cucca. Via Roma rappresenta l'arteria più importante, infatti essa mette in comunicazione il centro storico con il resto del centro abitato. Da Via Roma si staccano le restanti arterie: Via San Francesco d'Assisi e Via Giovanni Esposito.
Sulla prima è ubicata la Chiesa Primiceriale di Santa Maria delle Grazie, affiancata dalla Chiesa di Santa Maria della Pietà.
La seconda è il punto più antico di Brusciano, dalla quale partono decine di stretti vicoletti apparentemente ciechi, ma tra loro comunicanti attraverso numerose strettoie o caratteristici sottopassaggi ad archi. Il borgo si caratterizza, oltre che per questi ultimi, anche per i numerosi balconcini murati sporgenti, spesso sorretti da travi sottostanti in ferro o, nelle costruzioni che meglio hanno conservato il loro aspetto originario, in legno. Tra i tanti archi che sovrastano i vicoli del borgo, è bene citare l'Arco in Vico Tre Santi (altrimenti noto come "Arco del Miracolo" oppure "Arco di Cortaucci"): esso fu edificato nel 1875 in occasione del miracolo di Sant'Antonio, in seguito al quale si introdusse la celebrazione della Festa dei Gigli a Brusciano, e consta di due mosaici posti in un'unica edicola retta dai conci dell'arco, entrambi ritraenti i soggetti dell'atto prodigioso. Lungo il confine meridionale ed occidentale del borgo si sviluppa, poi, la zona settecentesca del comune, in larga parte rappresentata da Via Semmola e Via Camillo Cucca, coi caratteristici palazzi d'epoca e la Cappella San Sebastiano Martire, contenente un affresco di datazione settecentesca di attribuzione incerta, sormontato da una piccola cupola in tufo.

### Epigrafe Ebraica (IV secolo d.C.)
Il reperto di maggior importanza storica rinvenuto nel territorio bruscianese è senz'ombra di dubbio un'epigrafe ebraica risalente al IV secolo d.C. Affascinante è la storia del suo ritrovamento: esso fu portato alla luce ad inizio Novecento, nel corso di alcuni lavori volti allo scavamento di un pozzo, nei pressi della Cappella Semmola. A tutta prima, gli abitanti del posto, non riconoscendone il valore, la scambiarono per una semplice pietra e per quasi mezzo secolo fu utilizzata come poggia-vaso. Fu solo nel 1954 che si ebbe una svolta: durante alcuni lavori di ammodernamento della zona, l'epigrafe, che stava per essere abbandonata, piombò tra le mani di un uomo cieco il quale, avendo avuto la fortuna di frequentare il liceo, al solo tatto ne comprese la storicità; allora, si contattò la sovraintendenza del Museo Archeologico Nazionale di Napoli, la quale ne attestò la veridicità e la trasferì nel capoluogo campano, ove è esposta tutt'oggi. Le origini di questo reperto sono oscure, ma si ipotizza che Brusciano potesse costituire o una discarica di materiali religiosi (a testimonianza di tale ipotesi vi è il fatto che in un ipogeo insito nell'ex Chiesetta di San Ciro siano state riportate testimonianze del Dio Mitra, mai del tutto accertate) oppure semplicemente il luogo di riposo di un certo "Abba Maris", cui è dedicata la lastra, che avrebbe indicato queste campagne come proprio punto di sepoltura a causa della natura pacifica della zona (come sarebbe attestato dalla prima parola del manufatto, che è "Shalom", cioè "pace"). Ad ogni modo, il reperto costituisce una testimonianza unica, in quanto riporta per la primissima volta in Occidente l'utilizzo del lemma "Rebbi", cioè "maestro", qui usata o a titolo onorifico o ad indicare il suo mestiere di rabbino). L'epigrafe è stata scritta in greco-giudaico, è lunga 40 cm, larga 30 cm e spessa 4 cm e reca in basso diverse simbologie tipicamente ebraiche, come: una menorah angolare, i simboli dello shofar (il corno di montone) e del lulav (fascetto composto di mirto, salice e palma), molto stilizzati.

### Chiesa Primiceriale di Santa Maria delle Grazie (sec.secolo XII-XIV)
La Chiesa Primiceriale di Santa Maria delle Grazie è il sito architettonico di maggiore interesse ed una prima datazione certa risale al 1308. Tuttavia, nel documento Rationem decimarum Italiae (XIII secolo) si registra il contributo della Chiesa "Santa Maria de Bussiano", attraverso il versamento delle decime, al sostegno delle campagne contro gli infedeli.
Dal 1808 la chiesa Santa Maria delle Grazie ospita Sant'Antonio da Padova, il protettore della comunità. Nel 1880 la chiesa fu ristrutturata, per 6.000 lire di spesa, sostenuta dal Comune e dai fedeli. Nel 1920 un incendio, di causa forse dolosa, procurò ingenti danni alla chiesa, che fu recuperata in pochi anni grazie al generoso intervento dei fedeli.
La chiesa presenta una facciata divisa in due ordini da cornici. Ha un'unica navata con due grandi grandi arcate che delimitano il transetto, nel quale sono presenti i due altari laterali del XIX secolo. In fondo alla navata si trova l'altare maggiore contenuto in un'abside. Ai lati dell'abside si aprono due cappelle: la cappella del Paradiso a sinistra e la cappella di Sant'Antonio a destra.
Il campanile è formato da cinque corpi rastremati. Particolare è il quinto corpo che con la sua forma affusolata sorregge una piccola cupola a bulbo.

### Chiesa di Santa Maria della Pietà (sec. XVII)
La struttura, risalente al Seicento, è stata occupata nei secoli e da confraternite religiosi e da fondazioni laiche: tra queste, occorre rimembrare una confraternita di accompagnamento alla morte, che in tempi passati procurava bare e finanziava le cerimonie funebri ai più indigenti. Sino alla metà del secolo scorso (cioè sino alla nascita di un vero e proprio Welfare State) l'edificio rappresentava una sede di assistenza sociale a tutti gli effetti: qui, infatti, il 15 agosto di ogni anno si effettuavano le estrazioni a sorte dei cosiddetti "maritaggi", cioè le doti necessarie per far sposare delle giovani donne, a patto che fossero egeste ed illibate (è stato rinvenuto, ad esempio, un maritaggio estratto nel 1872, il quale attestava la donazione di lire centoventi ad una certa "Maria Auriemma"). Altro servizio che la struttura offriva era il pagamento dei farmaci o dei flebotomisti, cioè infermieri che curavano alcune patologie (nel territorio di Brusciano era assai diffusa la malaria, data la natura paludosa delle campagne circostanti) con l'estrazione di esigue quantità di sangue, utilizzando a tal fine non delle siringhe, ma delle sanguisughe. Per circa un trentennio funse da centro polivalente, prima di tornare di proprietà della parrocchia locale nel 2018. 

#### Altre Chiese
- Chiesa di Santa Maria Vergine del Rosario (Cappella Semmola-inizio secolo XX)
- Chiesa di San Sebastiano Martire (Cappella Cucca-secolo XVIII)
- Chiesa di San Giovanni Battista (secolo XX)
- Chiesa di San Sebastiano Martire (secolo XX)

### Architetture civili
- Masseria De Ruggiero (secolo XVIII)
- Palazzo dell'Orologio (ex Municipio-secolo XVIII)
- Palazzo Semmola (secolo XVIII)
- Palazzo Cucca (secolo XVIII)
- Casa Comunale (ex Casa Littoria-secolo XX)

### Altro
- Reperti di origine etrusca rinvenuti nelle due aree di Via Bellini e Via Quattromani (secolo IV a.C.-Conservati dalla Soprintendenza Archeologica di Napoli)
- Epigrafe ebraica (secolo IV d.C.-Custodita presso il Museo Archeologico Nazionale di Napoli)
- Arco in ricordo del miracolo di S.Antonio-Via Cavalcanti (ex Vico Tre Santi-1875)
- Croce di Casaromano (1884)

## Società

### Evoluzione demografica
Abitanti censiti

### Etnie e minoranze straniere
Secondo i dati ISTAT al 31 dicembre 2018 i cittadini stranieri residenti a Brusciano erano 296, corrispondenti al 1,8% della popolazione. Le nazionalità maggiormente rappresentate erano:
1. Marocco, 90 0,5%
2. Ucraina, 68 0,4 %
3. Romania, 40 0,2%

### Lingue e dialetti
Il dialetto locale si discosta dal napoletano urbano per la presenza di alcuni lemmi legati all'antica cultura rurale del territorio. Il rione di edilizia popolare Peppino Impastato costruito con la legge 219/1981, invece, è abitato in prevalenza da famiglie originarie della città di Napoli, pertanto hanno continuato a mantenere l'idioma partenopeo.

### Tradizioni e folclore
Dal 1875, nell'ultima domenica di agosto, a Brusciano si tiene annualmente la Festa dei Gigli, finanziata e organizzata dagli stessi cittadini, dedicata a Sant'Antonio da Padova e ispirata a quella nata a Nola, che dista 12 km da Brusciano.
Si narra che in via Cortaucci, oggi via Cavalcanti, abitava la popolana Francesca De Falco detta Zi Cecca, molto devota a Sant'Antonio, la quale aveva promesso al Santo una testiera d'oro per il Bambinello che il Santo reca nel palmo della mano destra, purché guarisse suo figlio malato. Per ristrettezze economiche non aveva potuto far fronte all'impegno, ma realizzò una tastiera con sedici ostie sacre e il 13 giugno del 1875 in quel cortile di via Cortaucci dove il santo sostava per la rituale raccolta delle offerte, la donna lasciò cadere da una guantiera di fiori insieme alle 16 ostie, dicendo:
Sant'Antò e fatto sta buono 'o figlio mio. Nun 'me dj' niente nunn'aggia potuto fa 'a testiera a 'o bammeniello, sulo chesto aggia pututo.
Delle sedici ostie che volteggiavano nell'aria, tredici, ad una ad una, si disposero a guisa di un cappellino sul capo del Bambinello, volendo appunto significare il gradimento del Santo, le altre si dispersero al vento, i presenti gridarano al prodigio.
Sin da allora l'evento è molto sentito, ed oltre a coinvolgere la comunità locale, registra da sempre la presenza di un folto numero di visitatori che arrivano da ogni parte d'Italia e del mondo, per assistere all'immancabile festa della propria terra d'origine.
Condivide questa antichissima tradizione con Crispano, Casavatore e il quartiere napoletano di Barra.
Brusciano inoltre è gemellata con il quartiere East Harlem di New York, dove la famiglia Vivolo, originaria di Brusciano, importò la tradizionale festa e che ancora oggi continua a svolgersi con la "Giglio Society", sotto la direzione del discendente Phil Bruno.
Anche in Argentina a Quilmes (Buenos Aires), gli immigrati con la "Asociación Nápoles Viva" tramandano la tradizione dei gigli di Brusciano.
Altra ricorrenza celebrata nel comune è quella de I dodici mesi , la quale cade ogni anno, la domenica precedente al martedì di Carnevale. La manifestazione, stando ad un documento pubblicato da Ludovico Frati, sembra abbia avuto origine intorno al 1100. Essa consta di una filastrocca in dialetto locale, recitata e cantata al pubblico da dodici personaggi folkloristici locali (tra cui Marcusalemme e Pulcinella), abbigliati secondo le caratteristiche del mese che rappresentano. Ognuno di essi siede in sella ad un cavallo o ad un asino, su cui successivamente sfilano per il borgo, prima di chiudere la manifestazione con una tammurriata di commiato.

### Cucina
È usanza tipica bruscianese il consumo della zuppa di lumache (zuppa 'e maruzze) il giovedì delle festa e del soffritto (zuffritto) il sabato della festa: esso è prodotto tradizionalmente con le frattaglie del maiale, insaporite con concentrato di pomodoro e peperoncino (spadella) e servito o sotto forma di zuppa, accompagnata da mollica di pane, o sotto forma di primo piatto, preparato coi bucatini. 
Altro piatto tipico sono le pizzette di mosto (pezzelle 'e vino), la cui preparazione è di origine antichissima (come confermato dall'assenza di zucchero nella ricetta) ed è comune a molte aree dell'Italia rurale.

## Cultura

### Cinema
A Brusciano sono state girate varie scene del film Mimì - Il principe delle tenebre di Brando De Sica.
Nel rione Peppino Impastato sono stati girati: Baby gang di Salvatore Piscicelli del 1992 e Rosa Funzeca di Aurelio Grimaldi.
La tradizionale Festa dei Gigli invece, ha fatto da sfondo alle scene finali dell'episodio Aurora nel film d'esordio del regista di Pappi Corsicato, Libera (1993).

## Economia

### Agricoltura e prodotti tipici
Brusciano è uno dei centri agricoli principali della pianura campana. Le colture principali sono la patata novella, il pomodoro San Marzano, il fagiolo dente di morto, la mela annurca e l'albicocca del Vesuvio. Prodotto tipico è la papaccella, una varietà di peperone dalla forma tonda, riccia e schiacciate con colori brillanti ed intensi che vanno dal verde al giallo ed al rosso. La pezzatura va dagli 8 ai 12 cm, sono molto profumate con un sapore tendente al dolce. Il germoplasma originario, recuperato dalla Regione Campania, viene coltivato nei terreni di Brusciano in quanto la natura argillosa e compatta del suolo, mantenendo una buona riserva idrica, favorisce questo tipo di coltura che richiede molta acqua.

## Infrastrutture e trasporti

### Ferrovie
- Stazione di Brusciano sulla linea Napoli - Baiano della Circumvesuviana.
- Stazione di De Ruggiero sulla linea Napoli - Baiano della Circumvesuviana.

### Strade statali
La Strada statale 7 bis di Terra di Lavoro attraversa gran parte del territorio comunale dove assume la denominazione di "via Camillo Cucca".

#### Asse Mediano
Vi è uno svincolo del Raccordo della Strada statale 162 NC Asse Mediano che serve Brusciano: Castello di Cisterna - Brusciano.

#### Strada statale 162 dir del Centro Direzionale
Vi è uno svincolo della Strada statale 162 dir del Centro Direzionale che serve Brusciano: Castello di Cisterna - Brusciano.

## Amministrazione
Di seguito è presentata una tabella relativa alle amministrazioni che si sono succedute in questo comune.
| Periodo          | Periodo           | Primo cittadino                                      | Partito                    | Carica                    | Note   |
| ---------------- | ----------------- | ---------------------------------------------------- | -------------------------- | ------------------------- | ------ |
| 20 aprile 1988   | 2 luglio 1990     | Fabrizio Turboli                                     |                            | Sindaco                   | [ 23 ] |
| 2 luglio 1990    | 10 settembre 1992 | Francesco Romano                                     | Partito Comunista Italiano | Sindaco                   | [ 23 ] |
| 9 novembre 1992  | 13 maggio 1993    | Vittorio Mocerino                                    | Democrazia Cristiana       | Sindaco                   | [ 23 ] |
| 13 maggio 1993   | 7 luglio 1993     | Giovanni Cirillo                                     |                            | Commissario prefettizio   | [ 23 ] |
| 7 luglio 1993    | 22 novembre 1993  | Giovanni Cirillo                                     |                            | Commissario straordinario | [ 23 ] |
| 22 novembre 1993 | 17 novembre 1997  | Luigi Travaglino                                     | Indipendente               | Sindaco                   | [ 23 ] |
| 17 novembre 1997 | 30 marzo 2000     | Salvatore La Gatta                                   | L'Ulivo                    | Sindaco                   | [ 23 ] |
| 24 aprile 2000   | 8 giugno 2000     | Sergio Di Martino                                    |                            | Commissario Prefettizio   | [ 23 ] |
| 8 giugno 2000    | 14 maggio 2001    | Sergio Di Martino                                    |                            | Commissario Prefettizio   | [ 23 ] |
| 14 maggio 2001   | 26 gennaio 2006   | Angelo Antonio Romano                                | Casa delle Libertà         | Sindaco                   | [ 23 ] |
| 26 gennaio 2006  | 5 giugno 2007     | Fiorentino Boniello; Elvira Nuzzolo; Giuseppe Sacchi |                            | Commissione Prefettizia   | [ 23 ] |
| 5 giugno 2007    | 15 aprile 2008    | Giovanni Ricatti                                     |                            | Commissario Prefettizio   | [ 23 ] |
| 29 aprile 2008   | 27 maggio 2013    | Angelo Antonio Romano                                | Unione di Centro           | Sindaco                   | [ 23 ] |
| 27 maggio 2013   | 24 giugno 2018    | Giosy Romano                                         | Forza Italia               | Sindaco                   | [ 23 ] |
| 24 giugno 2018   | 5 ottobre 2021    | Giuseppe Montanile                                   | Sinistra Italiana          | Sindaco                   | [ 23 ] |
| 5 ottobre 2021   | In carica         | Giacomo Romano                                       | Fratelli d’Italia          | Sindaco                   | [ 23 ] |

## Sport
Brusciano è dotato di uno stadio in erba sintetica, campi di tennis, una piscina comunale, vari campetti di calcio, una tendostruttura per il basket.
Calcio
- La squadra AS Città di Brusciano milita nel campionato di prima categoria 2024/2025

Pallanuoto
- Aqavion società maschile militante nel campionato nazionale di serie A2.

Ciclismo
- Ciclistica Bruscianese società maschile.
- Tranchese Cycling società femminile.

Basket
- Phoenix Brusciano la squadra maschile ha militato con successo nel campionato di promozione e sfiorato la serie D, la squadra femminile milita invece nel campionato di serie C.